# Eleição presidencial do Quirguistão em 2017
Eleições presidenciais foram realizadas no Quirguistão em 15 de outubro de 2017. O presidente em exercício, Almazbek Atambayev, não foi autorizado a concorrer novamente porque a Constituição estabelece um único mandato de seis anos para o chefe de Estado. Onze candidatos se inscreveram para a eleição, Sooronbay Jeenbekov, do Partido Social Democrático do Quirguistão, conquistou mais de 50% dos votos, evitando um segundo turno. Após a certificação dos resultados em 30 de outubro, Jeenbekov foi empossado presidente do Quirguistão em 24 de novembro.
As eleições marcaram a primeira mudança de presidente que não foi o resultado da morte do titular ou de uma revolução, e também a primeira em que os resultados não eram conhecidos de antemão. Alguns descreveram o voto como a primeira eleição presidencial genuinamente competitiva da Ásia Central.

## Contexto
As eleições foram originalmente marcadas para o terceiro domingo de novembro (19 de novembro de 2017), mas como o mandato de Atambayev estava previsto para expirar em 1 de dezembro, legisladores da oposição no Conselho Supremo exigiram que a data fosse antecipada, para que houvesse espaço para um segundo turno de votação e a cerimônia de posse antes de 1 de dezembro, como evitar um conflito de direito. Atambayev anunciou em 29 de maio de 2017 que as eleições seriam realizadas em 15 de outubro.
Em dezembro de 2016, foi realizado um referendo sobre o fortalecimento do poder do primeiro-ministro e foi aprovado por 80% dos eleitores.
No início de agosto de 2017, os líderes de três partidos de oposição – Onuguu-Progresso, Quirguistão Unido e Respublika-Ata Zhurt – anunciaram a criação de uma coalizão chamada Kaira Zharaluu (Revival), que deveria ter um único candidato – Bakyt Torobayev. Este acordo caiu, com cada líder se registrando separadamente para participar da eleição. Indo para a eleição, Temir Sariyev, Ömürbek Babanov, e Sooronbay Jeenbekov, todos ex-primeiros-ministros, foram considerados os principais candidatos.

## Sistema eleitoral
As eleições foram realizadas usando o sistema de dois turnos, embora nenhuma das eleições presidenciais realizadas desde a independência da União Soviética tivesse ido para um segundo turno. Sob a Constituição de 2010, o mandato presidencial é de seis anos. A reeleição não é permitida.
Para se inscrever, os candidatos tinham que ser indicados por um partido político ou completar a documentação relevante para concorrer como independente, pagar um depósito de 1 milhão de soms, coletar assinaturas de 30.000 eleitores registrados e passar em um exame certificando a proficiência acima da média na língua quirguiz. O CEC aceitou assinaturas até o final de 25 de agosto de 2017, e inscreveu candidatos até 10 de setembro.

## Resultados
O candidato Sooronbay Jeenbekov venceu as eleições com mais de 50% dos votos. Os resultados finais foram divulgados dentro de três dias da eleição. Como os resultados não foram contestados, Jeenbekov assumiu em 24 de novembro. Monitores eleitorais da Organização para a Segurança e Cooperação na Europa deram um relatório "geralmente positivo" da justiça da eleição, mas notou preocupações sobre "mau uso de recursos públicos, pressão sobre os eleitores e compra de votos", bem como viés midiático e a prisão do líder da oposição Omurbek Tekebayev e alguns dos partidários de Babanov antes da votação.
| Candidato                            | Partido                              | Votos     | %      |
| ------------------------------------ | ------------------------------------ | --------- | ------ |
| Sooronbay Jeenbekov                  | Partido Social Democrático           | 920,620   | 54.67  |
| Ömürbek Babanov                      | Independente                         | 568,665   | 33.77  |
| Adakhan Madumarov                    | Quirguistão Unido                    | 110,284   | 6.55   |
| Temir Sariyev                        | Akshumkar                            | 43,311    | 2.57   |
| Taalatbek Masadykov                  | Independente                         | 10,803    | 0.64   |
| Ulukbek Kochkorov                    | Independente                         | 8,498     | 0.50   |
| Azimbek Beknazarov                   | Independente                         | 2,743     | 0.16   |
| Arstanbek Abdyldayev                 | Independente                         | 2,015     | 0.12   |
| Arslanbek Maliyev                    | Independente                         | 1,621     | 0.10   |
| Ernis Zarlykov                       | Independente                         | 1,554     | 0.09   |
| Toktaiym Umetalieva                  | Independente                         | 1,473     | 0.09   |
| Contra todos                         | Contra todos                         | 12,371    | 0.73   |
| Total                                | Total                                | 1,683,958 | 100.00 |
|                                      |                                      |           |        |
| Votos válidos                        | Votos válidos                        | 1,683,958 | 99.18  |
| Votos inválidos/em branco            | Votos inválidos/em branco            | 13,910    | 0.82   |
| Total de votos                       | Total de votos                       | 1,697,868 | 100.00 |
| Eleitores registrados/comparecimento | Eleitores registrados/comparecimento | 3,014,434 | 56.32  |
| Fonte: Comissão Central de Eleições  |                                      |           |        |